# 미카지마촌
미카지마촌(三ヶ島村)은 사이타마현 이루마군에 있던 촌이다. 현재의 도코로자와시 서부에 해당한다. 1955년에 야나세촌과 함께 도코로자와시에 편입해 소멸하였다. 

## 역사
구석기 시대 유적으로 사나가와 유적이 있으며, 출토품은 국가지정 중요문화재로 지정되어 있다. 미카지마의 이름은 마치 세 개의 섬처럼 마을이 있는 것처럼 보이는 들판에서 유래한 것으로, 과거에는 니시시마, 나카지마, 히가시마라고 불렸다고 한다. 중세에는 이리토군 미야지라정, 근세에는 이리마군 야마구치령에 속했으며, 17세기에 미가시마 호리노우치촌을 분촌하였다. 린촌도 미가시마촌의 분촌이다. 코지다니무라는 원래 미야지라정에서 17세기에 분촌했다. 덴료 및 기모토 3씨(자와, 무사시, 히사마쓰)의 상급, 메이지 유신 때 시나가와현을 거쳐 니라야마현 관할이 되었다.
- 1889년 4월 1일 - 정촌제 시행에 수반해 미키지마촌이 성립하였다.
- 1955년 4월 1일 - 도코로자와시에 편입해, 동일 미카지마촌은 폐지되었다.

## 교통

### 철도
- 아히나 선(영업 중단 중): 미나미오쓰카 역 - 아히나 역(영업 중단 중)

(1915년 옛 사야마역으로 개업, 곧 미카지마무라역으로 개칭, 1933년부터 현 역명.)

## 참고문헌
- 「三ヶ島村」『新編武蔵風土記稿』 巻ノ158入間郡ノ3、内務省地理局、1884年6月。NDLJP:764001/82。